# Liste des évêques de San Angelo
Cette page présente la liste des évêques de San Angelo au Texas.
Le diocèse de San Angelo (Dioecesis Angeliana) est créé le 16 octobre 1961, par détachement de ceux d'Amarillo, d'Austin, de Dallas-Fort Worth et d'El Paso.

## Sont évêques
- 30 octobre 1961 - 19 juillet 1965 : Thomas Drury (Thomas Joseph Drury), nommé évêque de Corpus Christi
- 12 janvier 1966 - 27 août 1969 : Thomas Tschoepe (Thomas Ambrose Tschoepe), nommé évêque de Dallas
- 20 octobre 1969 - 24 avril 1979 : Stephen Leven (Stephen Aloysius Leven), auparavant évêque auxiliaire de San Antonio
- 4 septembre 1979 - 6 décembre 1984 : Joseph Fiorenza (Joseph Anthony Fiorenza), nommé évêque de Galveston-Houston (puis élevé archevêque)
- 31 mai 1985 - 12 décembre 2013[1]: Michaël Pfeifer (Michaël David Pfeifer)
- depuis le 12 décembre 2013 : Michael Sis (Michael James Sis)[1], O.M.I.

## Évêques originaires du diocèse
- Joe Steve Vásquez, nommé évêque auxiliaire de Galveston-Houston en 2001, puis évêque d'Austin

## Sources
- Fiche du diocèse sur le site catholic-hierarchy.org